# 百萬大道 (歌曲)
〈百萬大道〉是香港歌手張天賦2024年的第1首單曲，於2024年6月13日派往電台播放並在翌日由香港華納唱片作數位發行。

## 製作團隊
資料來自百萬大道音樂錄影帶於YouTube的說明文字。
- 作曲：張天賦
- 作詞：陳詠謙
- 編曲：Derrick Sepnio
- 監製：陳考威

## 榜單
| 週榜單（2024年）                | 最高 名次 |
| ------------------------------- | --------- |
| 香港（903專業推介）             | 不適用    |
| 香港（中文歌曲龍虎榜）          | 1         |
| 香港（新城勁爆流行榜）          | 2         |
| 香港（勁歌金榜）                | 4         |
| 香港（Chill Club 推介榜）       | 5         |
| 香港（KKBOX本地單曲週榜）       | 12        |
| 香港（JOOX本地熱播榜）          | 4         |
| 香港（MOOV日日新歌Top 100）     | 5         |
| 香港（Spotify最Hit粵語榜）      | 30        |
| 香港（《Billboard》香港歌曲榜） | 不適用    |